# Sport-Verein Werder von 1899 1975-1976
Questa voce raccoglie le informazioni riguardanti il Sport-Verein Werder von 1899 nelle competizioni ufficiali della stagione 1975-1976.

## Stagione
Nella stagione 1975-1976 il Werder Brema, allenato da Herbert Burdenski e Otto Rehhagel, concluse il campionato di Bundesliga al 13º posto. In Coppa di Germania il Werder Brema fu eliminato al primo turno dal Borussia M'gladbach.

## Rosa
| N. |                      | Ruolo | Calciatore           |
| -- | -------------------- | ----- | -------------------- |
|    | Germania (bandiera)  | P     | Dieter Burdenski     |
|    | Germania (bandiera)  | P     | Rolf Meyer           |
|    | Germania (bandiera)  | P     | Albert Voß           |
|    | Germania (bandiera)  | D     | Rudi Assauer         |
|    | Germania (bandiera)  | D     | Karlheinz Geils      |
|    | Germania (bandiera)  | D     | Horst-Dieter Höttges |
|    | Germania (bandiera)  | D     | Karl-Heinz Kamp      |
|    | Germania (bandiera)  | D     | Mario Kontny         |
|    | Danimarca (bandiera) | D     | Per Røntved          |
|    | Germania (bandiera)  | D     | Klaus Rütten         |
|    | Germania (bandiera)  | C     | Uwe Bracht           |

| N. |                     | Ruolo | Calciatore       |
| -- | ------------------- | ----- | ---------------- |
|    | Grecia (bandiera)   | C     | Dimitrios Daras  |
|    | Germania (bandiera) | C     | Peter Dietrich   |
|    | Germania (bandiera) | C     | Franz Hiller     |
|    | Germania (bandiera) | C     | Jürgen Röber     |
|    | Ghana (bandiera)    | C     | Ibrahim Sunday   |
|    | Svezia (bandiera)   | A     | Sanny Åslund     |
|    | Germania (bandiera) | A     | Werner Görts     |
|    | Germania (bandiera) | A     | Georg Müllner    |
|    | Germania (bandiera) | A     | Volker Ohling    |
|    | Germania (bandiera) | A     | Wolfgang Schlief |
|    | Germania (bandiera) | A     | Werner Weist     |

## Organigramma societario
Area tecnica
- Allenatore: Otto Rehhagel
- Allenatore in seconda:
- Preparatore dei portieri:
- Preparatori atletici:

## Calciomercato

### Sessione estiva
| Acquisti | Acquisti         | Acquisti      | Acquisti |
| R.       | Nome             | da            | Modalità |
| -------- | ---------------- | ------------- | -------- |
| A        | Sanny Åslund     | Espanyol      |          |
| A        | Georg Müllner    | Stoccarda     |          |
| A        | Wolfgang Schlief | VfR Neuss     |          |
| C        | Ibrahim Sunday   | Asante Kotoko |          |
| P        | Albert Voß       | Oldenburg     |          |

| Cessioni | Cessioni           | Cessioni               | Cessioni |
| R.       | Nome               | a                      | Modalità |
| -------- | ------------------ | ---------------------- | -------- |
| D        | Uwe Erkenbrecher   | Wattenscheid 09        |          |
| A        | Urban Klausmann    | Waldhof Mannheim       |          |
| A        | Franz-Josef Ripke  | Werder Brema II        |          |
| A        | Poul-Erik Thygesen | Winterthur             |          |
| D        | Dieter Zembski     | Eintracht Braunschweig |          |

### Sessione invernale
| Acquisti | Acquisti | Acquisti | Acquisti |
| R.       | Nome     | da       | Modalità |
| -------- | -------- | -------- | -------- |

| Cessioni | Cessioni | Cessioni | Cessioni |
| R.       | Nome     | a        | Modalità |
| -------- | -------- | -------- | -------- |

## Risultati

### Bundesliga

#### Girone di andata
| Arbitro: | Quindeau |

|  |           |                                |
|  | Marcatori | 36’ Röber 39’ Åslund 86’ Weist |

| Arbitro: | Hennig |

|           |           |                           |
| Görts 49’ | Marcatori | 39’ Wenzel 47’ Hölzenbein |

| Arbitro: | Biwersi |

|                                          |           |  |
| Dürnberger 51’ Zobel 65’ Müller 71’, 75’ | Marcatori |  |

| Arbitro: | Ahlenfelder |

|                                           |           |                             |
| Åslund 22’ Schlief 30’ Höttges 55’ (rig.) | Marcatori | 40’ (aut.) Røntved 59’ Beer |

| Arbitro: | Scheffner |

|                                                       |           |                                |
| Handschuh 34’ Gersdorff 74’ (rig.) Røntved 90’ (aut.) | Marcatori | 62’ (rig.) Höttges 86’ Røntved |

| Arbitro: | Hilker |

|             |           |  |
| Røntved 73’ | Marcatori |  |

| Arbitro: | Zuchantke |

|                                        |           |                       |
| Höttges 40’ (rig.) Röber 42’ Weist 84’ | Marcatori | 31’ Overath 38’ Flohe |

| Arbitro: | Frickel |

|                    |           |          |
| Riege 11’ Hahn 44’ | Marcatori | 28’ Kamp |

| Arbitro: | Riegg |

|                                        |           |  |
| Røntved 27’ Görts 52’ Weist 67’ (rig.) | Marcatori |  |

| Arbitro: | Dreher |

|                                           |           |                     |
| Kremers 11’ Bongartz 17’, 57’ Kremers 74’ | Marcatori | 18’ Weist 85’ Röber |

| Arbitro: | Schröder |

|                                          |           |                   |
| Höttges 31’ (rig.) Röber 51’ Müllner 90’ | Marcatori | 34’ Hickersberger |

| Arbitro: | Antz |

|                                     |           |  |
| Jensen 40’ Heynckes 70’, 83’ (rig.) | Marcatori |  |

| Brema 8 novembre 1975, ore 15:30 CET 13ª giornata | Werder Brema | 0 – 0 referto | Hannover 96 | Weserstadion (21 000 spett.)\| Arbitro: \| Ahlenfelder \| |
| Arbitro:                                          | Ahlenfelder  |               |             |                                                           |

| Arbitro: | Waltert |

|                                              |           |  |
| Sandberg 13’, 90’ Schwarz 47’ Toppmöller 82’ | Marcatori |  |

| Arbitro: | Kindervater |

|           |           |                                    |
| Görts 87’ | Marcatori | 35’ Reimann 39’ Bertl 67’ Memering |

| Arbitro: | Riegg |

|                      |           |  |
| Büssers 6’ Dietz 22’ | Marcatori |  |

| Arbitro: | Gabor |

|                                      |           |                       |
| Röber 15’ (rig.) Görts 33’ Weist 77’ | Marcatori | 7’, 79’, 90’ Hrubesch |

#### Girone di ritorno
| Arbitro: | Walz |

|                                               |           |                   |
| Røntved 36’, 78’ Müllner 49’ Röber 65’ (rig.) | Marcatori | 31’ (rig.) Lameck |

| Arbitro: | Kindervater |

|                              |           |  |
| Müllner 58’ (aut.) Kraus 71’ | Marcatori |  |

| Brema 7 febbraio 1976, ore 15:30 CET 20ª giornata | Werder Brema | 0 – 0 referto | Bayern Monaco | Weserstadion (25 000 spett.)\| Arbitro: \| Waltert \| |
| Arbitro:                                          | Waltert      |               |               |                                                       |

| Berlino 23 marzo 1976, ore 20:00 CET 21ª giornata | Hertha Berlino | 0 – 0 referto | Werder Brema | Stadio Olimpico (8 000 spett.)\| Arbitro: \| Fork \| |
| Arbitro:                                          | Fork           |               |              |                                                      |

| Arbitro: | Hennig |

|  |           |           |
|  | Marcatori | 78’ Frank |

| Arbitro: | Engel |

|                                    |           |  |
| Struth 58’ Flindt-Bjerg 70’ (rig.) | Marcatori |  |

| Arbitro: | Meuser |

|            |           |            |
| Müller 85’ | Marcatori | 90’ Ohling |

| Arbitro: | Dreher |

|                                |           |  |
| Görts 47’ Röber 61’ Ohling 77’ | Marcatori |  |

| Arbitro: | Zuchantke |

|                            |           |  |
| Mattsson 45’ Geye 53’, 55’ | Marcatori |  |

| Arbitro: | Frickel |

|          |           |             |
| Röber 4’ | Marcatori | 83’ Fichtel |

| Arbitro: | Quindeau |

|                      |           |  |
| Bastrup 45’ Berg 60’ | Marcatori |  |

| Arbitro: | Messmer |

|                      |           |                       |
| Kamp 15’ Røntved 33’ | Marcatori | 32’ Jensen 53’ Bonhof |

| Hannover 8 maggio 1976, ore 15:30 CET 30ª giornata | Hannover 96 | 0 – 0 referto | Werder Brema | Niedersachsenstadion (22 000 spett.)\| Arbitro: \| Schröder \| |
| Arbitro:                                           | Schröder    |               |              |                                                                |

| Arbitro: | Fork |

|                                         |           |                      |
| Kontny 14’ Röber 27’ (rig.) Røntved 43’ | Marcatori | 64’ Meier 89’ Frosch |

| Arbitro: | Waltert |

|              |           |                      |
| Memering 43’ | Marcatori | 22’ Görts 40’ Åslund |

| Arbitro: | Zuchantke |

|                      |           |  |
| Röber 31’ Åslund 82’ | Marcatori |  |

| Arbitro: | Frickel |

|                      |           |  |
| Bast 25’ Lindner 61’ | Marcatori |  |

### Coppa di Germania
| Arbitro: | Gabor |

|  |           |                                         |
|  | Marcatori | 8’ Jensen 34’ (aut.) Assauer 50’ Wimmer |

## Statistiche

### Statistiche di squadra
| Competizione      | Punti | In casa | In casa | In casa | In casa | In casa | In casa | In trasferta | In trasferta | In trasferta | In trasferta | In trasferta | In trasferta | Totale | Totale | Totale | Totale | Totale | Totale | DR  |
| Competizione      | Punti | G       | V       | N       | P       | Gf      | Gs      | G            | V            | N            | P            | Gf           | Gs           | G      | V      | N      | P      | Gf     | Gs     | DR  |
| ----------------- | ----- | ------- | ------- | ------- | ------- | ------- | ------- | ------------ | ------------ | ------------ | ------------ | ------------ | ------------ | ------ | ------ | ------ | ------ | ------ | ------ | --- |
| Bundesliga        | 30    | 17      | 9       | 5       | 3       | 33      | 20      | 17           | 2            | 3            | 12           | 11           | 35           | 34     | 11     | 8      | 15     | 44     | 55     | -11 |
| Coppa di Germania | -     | 1       | 0       | 0       | 1       | 0       | 3       | 0            | 0            | 0            | 0            | 0            | 0            | 1      | 0      | 0      | 1      | 0      | 3      | -3  |
| Totale            | 30    | 18      | 9       | 5       | 4       | 33      | 23      | 17           | 2            | 3            | 12           | 11           | 35           | 35     | 11     | 8      | 16     | 44     | 58     | -14 |

### Andamento in campionato
| Giornata  | 1 | 2 | 3  | 4  | 5  | 6 | 7 | 8 | 9 | 10 | 11 | 12 | 13 | 14 | 15 | 16 | 17 | 18 | 19 | 20 | 21 | 22 | 23 | 24 | 25 | 26 | 27 | 28 | 29 | 30 | 31 | 32 | 33 | 34 |
| --------- | - | - | -- | -- | -- | - | - | - | - | -- | -- | -- | -- | -- | -- | -- | -- | -- | -- | -- | -- | -- | -- | -- | -- | -- | -- | -- | -- | -- | -- | -- | -- | -- |
| Luogo     | T | C | T  | C  | T  | C | C | T | C | T  | C  | T  | C  | T  | C  | T  | C  | C  | T  | C  | T  | C  | T  | T  | C  | T  | C  | T  | C  | T  | C  | T  | C  | T  |
| Risultato | V | P | P  | V  | P  | V | V | P | V | P  | V  | P  | N  | P  | P  | P  | N  | V  | P  | N  | N  | P  | P  | N  | V  | P  | N  | P  | N  | N  | V  | V  | V  | P  |
| Posizione | 2 | 7 | 15 | 10 | 14 | 8 | 6 | 8 | 7 | 10 | 6  | 9  | 9  | 11 | 13 | 16 | 14 | 12 | 14 | 14 | 13 | 14 | 15 | 14 | 14 | 14 | 14 | 14 | 15 | 16 | 13 | 13 | 13 | 13 |

Legenda:

Luogo: C = Casa; T = Trasferta. Risultato: V = Vittoria; N = Pareggio; P = Sconfitta.

### Statistiche dei giocatori
| Giocatore    | Bundesliga | Bundesliga | Bundesliga  | Bundesliga | Coppa di Germania | Coppa di Germania | Coppa di Germania | Coppa di Germania | Totale   | Totale | Totale      | Totale     |
| Giocatore    | Presenze   | Reti       | Ammonizioni | Espulsioni | Presenze          | Reti              | Ammonizioni       | Espulsioni        | Presenze | Reti   | Ammonizioni | Espulsioni |
| ------------ | ---------- | ---------- | ----------- | ---------- | ----------------- | ----------------- | ----------------- | ----------------- | -------- | ------ | ----------- | ---------- |
| R. Assauer   | 23         | 0          | 3           | 0          | 1                 | 0                 | 0                 | 0                 | 24       | 0      | 3           | 0          |
| U. Bracht    | 34         | 0          | 2           | 0          | 1                 | 0                 | 0                 | 0                 | 35       | 0      | 2           | 0          |
| D. Burdenski | 34         | 0          | 0           | 0          | 1                 | 0                 | 0                 | 0                 | 35       | 0      | 0           | 0          |
| D. Daras     | 1          | 0          | 0           | 0          | 0                 | 0                 | 0                 | 0                 | 1        | 0      | 0           | 0          |
| P. Dietrich  | 10         | 0          | 0           | 0          | 0                 | 0                 | 0                 | 0                 | 10       | 0      | 0           | 0          |
| K. Geils     | 1          | 0          | 0           | 0          | 0                 | 0                 | 0                 | 0                 | 1        | 0      | 0           | 0          |
| W. Görts     | 34         | 6          | 4           | 0          | 1                 | 0                 | 0                 | 0                 | 35       | 6      | 4           | 0          |
| F. Hiller    | 32         | 0          | 2           | 0          | 1                 | 0                 | 0                 | 0                 | 33       | 0      | 2           | 0          |
| H. Höttges   | 30         | 4          | 3           | 0          | 1                 | 0                 | 0                 | 0                 | 31       | 4      | 3           | 0          |
| K. Kamp      | 28         | 2          | 2           | 0          | 1                 | 0                 | 0                 | 0                 | 29       | 2      | 2           | 0          |
| M. Kontny    | 23         | 1          | 1           | 0          | 1                 | 0                 | 0                 | 0                 | 24       | 1      | 1           | 0          |
| R. Meyer     | 0          | 0          | 0           | 0          | 0                 | 0                 | 0                 | 0                 | 0        | 0      | 0           | 0          |
| G. Müllner   | 21         | 2          | 0           | 0          | 1                 | 0                 | 0                 | 0                 | 22       | 2      | 0           | 0          |
| V. Ohling    | 16         | 2          | 0           | 0          | 0                 | 0                 | 0                 | 0                 | 16       | 2      | 0           | 0          |
| J. Röber     | 34         | 10         | 0           | 0          | 1                 | 0                 | 0                 | 0                 | 35       | 10     | 0           | 0          |
| P. Røntved   | 31         | 7          | 5           | 0          | 1                 | 0                 | 0                 | 0                 | 32       | 7      | 5           | 0          |
| K. Rütten    | 3          | 0          | 0           | 0          | 0                 | 0                 | 0                 | 0                 | 3        | 0      | 0           | 0          |
| W. Schlief   | 19         | 1          | 3           | 0          | 1                 | 0                 | 0                 | 0                 | 20       | 1      | 3           | 0          |
| I. Sunday    | 1          | 0          | 0           | 0          | 0                 | 0                 | 0                 | 0                 | 1        | 0      | 0           | 0          |
| A. Voß       | 0          | 0          | 0           | 0          | 0                 | 0                 | 0                 | 0                 | 0        | 0      | 0           | 0          |
| W. Weist     | 17         | 5          | 0           | 0          | 0                 | 0                 | 0                 | 0                 | 17       | 5      | 0           | 0          |
| S. Åslund    | 19         | 4          | 0           | 0          | 0                 | 0                 | 0                 | 0                 | 19       | 4      | 0           | 0          |